# 齐齐哈尔第六医院
齐齐哈尔第六医院现名为齐齐哈尔第一医院分院，位于齐齐哈尔永青街南，二轻市场北，原齐齐哈尔第三十四中学对过。是一家二级医院。須注意的是富拉尔基区的齐齐哈尔医学院第一附属医院曾经被命名为齐齐哈尔第六医院，现在很多富拉尔基区人仍叫齐齐哈尔医学院第一附属医院为六院，但不是这个六院。